# خولنجان كبير
خُولَنجَان كبير نوعٌ من الخولنجان من عائلة الزنجبيل، يحمل جذمورًا يستخدم إلى حد كبير عشبًا في الطب العربي اليوناني وتابلًا في المطبخ العربي ومطبخ جنوب شرق آسيا. إنه واحد من أربعة نباتات تعرف باسم القولنجال. جذاميره عفية تستعمل استعمال الخولنجان المخزني لكنها أقل نفعًا وقيمة. يعلو نحو المترين.

## معرض صور

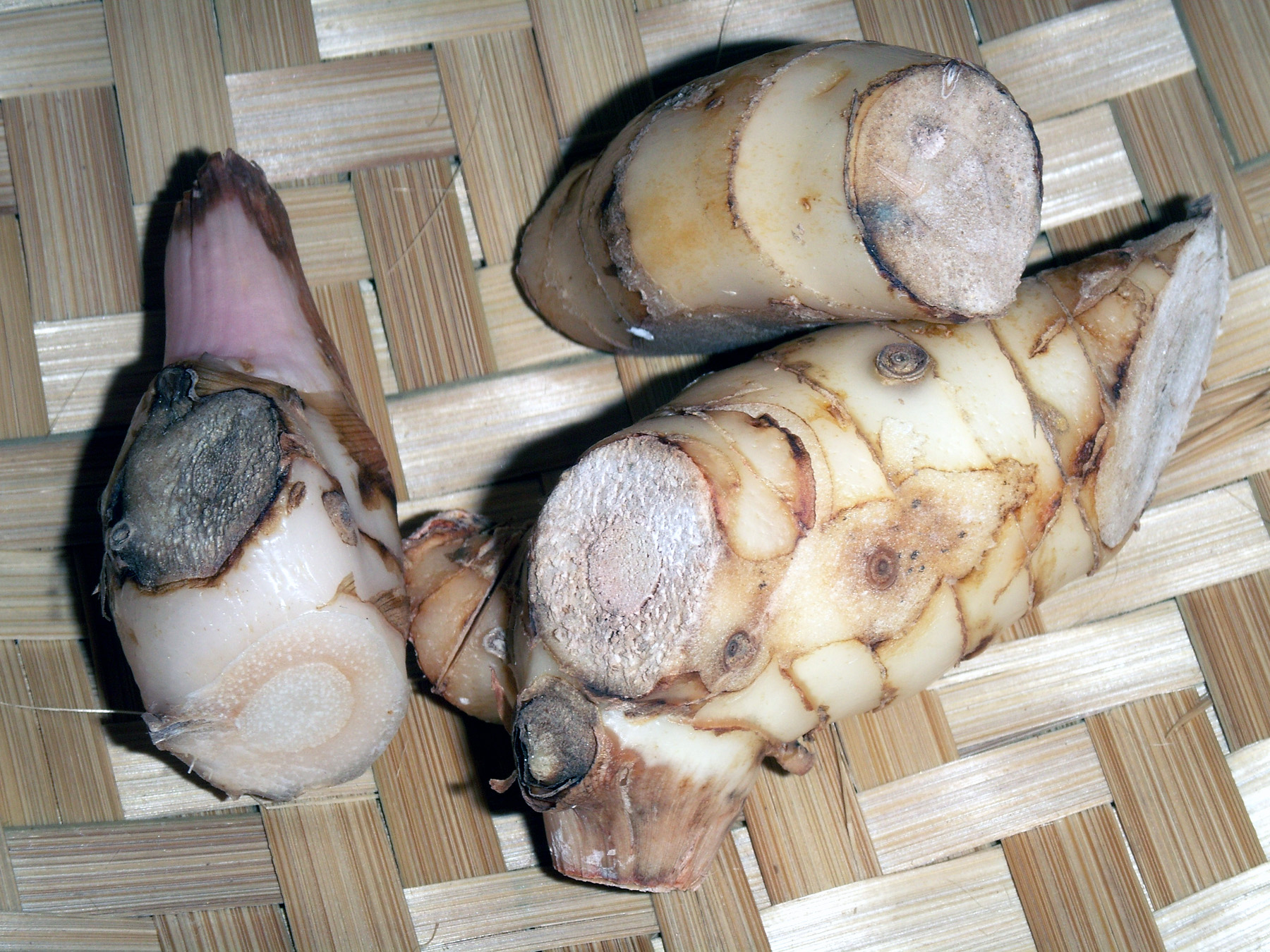
جذمور
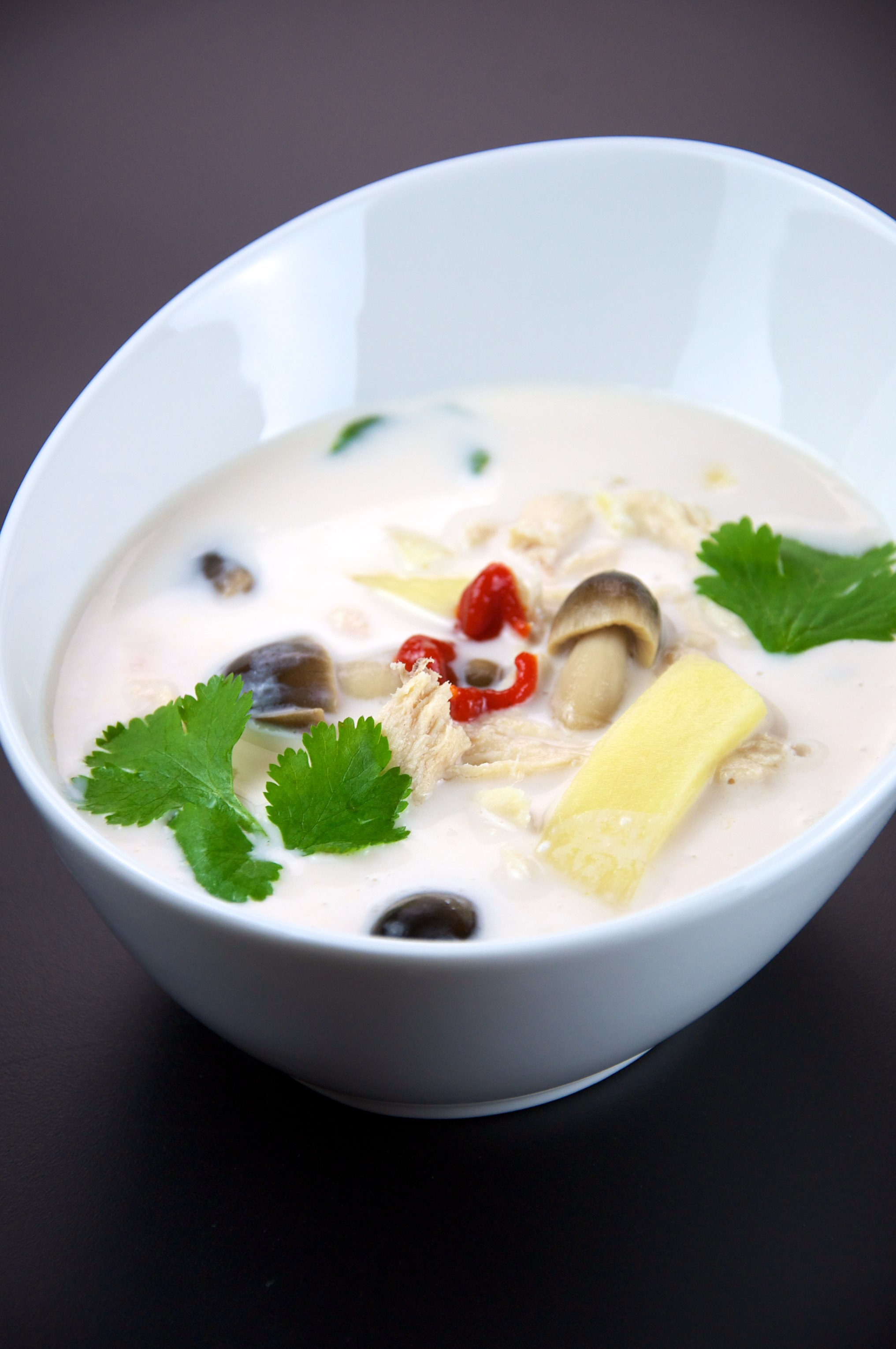
تُمكَكَاي في مطبخ تيلند
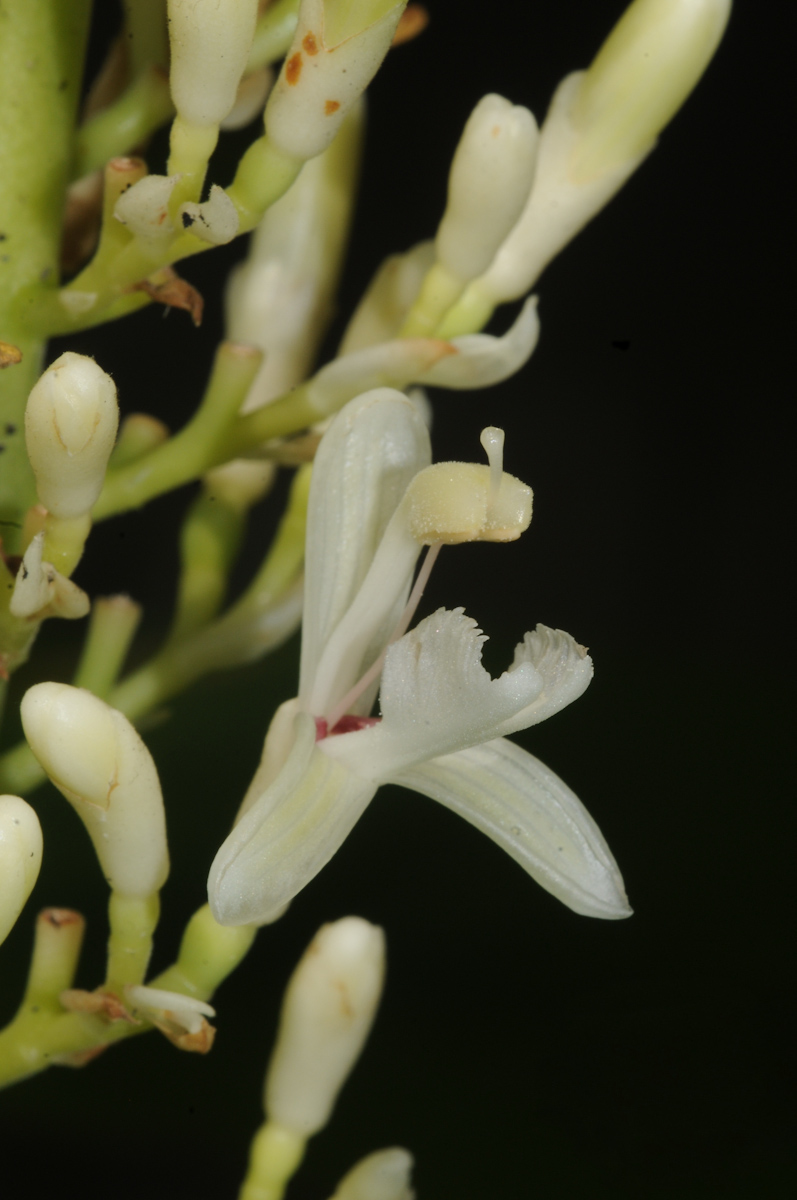
خولنجان كبير بري